# Mennrathheide
Menrathheide ist eine Honschaft (Ortsteil) des Stadtteils Rheindahlen-Land im Stadtbezirk West (bis 22. Oktober 2009 Rheindahlen) in Mönchengladbach.